# BBC National Orchestra of Wales
Le BBC National Orchestra of Wales (Orchestre national gallois de la BBC (en gallois : Cerddorfa Genedlaethol Gymreig y BBC) est le seul orchestre symphonique professionnel du Pays de Galles, à la fois comme orchestre de radiodiffusion et orchestre national.
Basé à Cardiff, il est en résidence au St David's Hall et a notamment enregistré les bandes sonores pour Doctor Who et Torchwood pour la BBC TV.

## Historique
Fondé en 1924 et dissous en 1931, l'orchestre est reformé en 1935 sous le nom de BBC Welsh Orchestra jusqu'en 1974, puis porte l'appellation BBC Welsh Symphony Orchestra jusqu'en 1993, enfin, BBC National Orchestra of Wales.
L'orchestre est l'une des cinq formations symphoniques qui dépendent de la BBC.
En 2019, Ryan Bancroft est nommé chef principal de l'orchestre à compter de septembre 2020.

## Directeurs musicaux et chefs permanents
Comme directeurs musicaux et chefs permanents de l'orchestre se sont succédé :
- Warwick Braithwaite (1928–1931)
- Reginald Redman (en) (1931–1935)
- Idris Lewis (en) (1935–1939)
- Mansel Thomas (1946–1950)
- Rae Jenkins (en) (1950–1965)
- John Carewe (en) (1966–1971)[2]
- Boris Brott (1972–1978)[2]
- Bryden Thomson (1979–1982)[2]
- Erich Bergel (1983–1985)[2]
- Tadaaki Otaka (1987–1995)[2]
- Mark Wigglesworth (1996–2000)[2]
- Richard Hickox (2000–2006)[2]
- Thierry Fischer (2006–2012)[2]
- Thomas Søndergård (2012[2]–2018[4])
- Ryan Bancroft (en) (depuis 2020[4])

## Compositeurs associés
- Michael Berkeley (jusqu'en 2008)
- Simon Holt (2008–)

## Créations
Le BBC National Orchestra of Wales est le créateur d'œuvres de Arnold Bax (Sinfonietta, 1983), Michael Berkeley (Concerto pour orchestre, 2005), Unsuk Chin (Concerto pour piano, 1997), Brett Dean (Three Memorials, 2009), Elena Firsova (Cassandra, 1993), Edward Harper (Concerto pour clarinette, 1982), Alun Hoddinott (Landscapes, 1976 ; Lanterne des morts, 1981 ; St David's Overture, 2004), Vagn Holmboe (Symphonie no 12, 1989), William Mathias (en) (Invocation and Dance, 1962 ; Holiday Overture, 1971 ; Vistas, 1975 ; Symphonie no 3, 1991), David Matthews (Concerto in Azzurro pour violoncelle, 2002 ; Symphonie no 6, 2007), Thea Musgrave (Night Music, 1969), Arvo Pärt (In spe pour quintette à vent et cordes, 2010), Franz Schubert (Symphonie no 10, complétée par Brian Newbould, 1983), Toru Takemitsu (Fantasma/Cantos pour clarinette et orchestre, 1991) et Erkki-Sven Tüür (Concerto pour marimba, 2002), notamment.